# Radio Tareno
Radio Tareno, voluit Radio Tareno Media, is een Surinaams radiostation. De eerste uitzending was op 16 augustus 2021.
Het station is gevestigd in Kwamalasamoetoe en is een samenwerkingsproject tussen vijf dorpen in het uiterste zuiden van het binnenland van Suriname. De andere vier dorpen zijn Amatopo, Alalapadoe, Coeroenie en Sipaliwinisavanne. In deze dorpen wonen hoofdzakelijk inheemse Surinamers van het volk Trio. Drie maanden na de start is de aansluiting van de dorpen Apetina, Tepoe en Paloemeu gepland, waar naast Trio ook Wayana wonen.
Het is een internetstation dat uitzendt via wifi. De programma's worden door vrijwilligers in de dorpen gemaakt en geüpload in een gezamenlijke cloudomgeving. Vervolgens worden de programma's vanuit Kwamalasamoetoe uitgezonden en zijn ze in principe wereldwijd te beluisteren. Het station zendt uit in het Nederlands, Sranantongo, Trio en Wayana. In de uitzendingen is plaats voor nieuws, praatprogramma's, muziek en entertainment. Door het radiostation zijn de geïsoleerde dorpen beter met elkaar verbonden en wordt er informatie met elkaar gedeeld.
Het project kwam tot stand in samenwerking met de Surinaamse afdeling van het Amazon Conservation Team, dat zorgde voor een aansluiting op het internet en zonnepanelen, de plaatsing van internetversterkers en de installatie van de apparatuur. Verder hielpen Skoll Foundation, Interdata NV en CI-Suriname mee aan de totstandkoming van de zender.